# Johann Kempen
Johann svobodný pán Kempen von Fichtenstamm (německy Johann Franz Freiherr Kempen von Fichtenstamm) (26. června 1793 Pardubice – 29. listopadu 1863 Schwarzau) byl rakouský generál. V rakouské armádě sloužil od napoleonských válek, později byl důstojníkem generálního štábu a velitelem různých jednotek v habsburské monarchii. Po potlačení revolučního hnutí v letech 1848–1849 se stal vrchním velitelem c. k. četnictva a policejním prezidentem. V těchto funkcích se stal jedním z hlavních představitelů represívního režimu tzv. Bachova absolutismu a v roce 1854 byl povýšen na barona. Po rakouském fiasku v Itálii a pádu Bachova absolutismu byl v roce 1859 odeslán do penze v hodnosti polního zbrojmistra. 

## Život

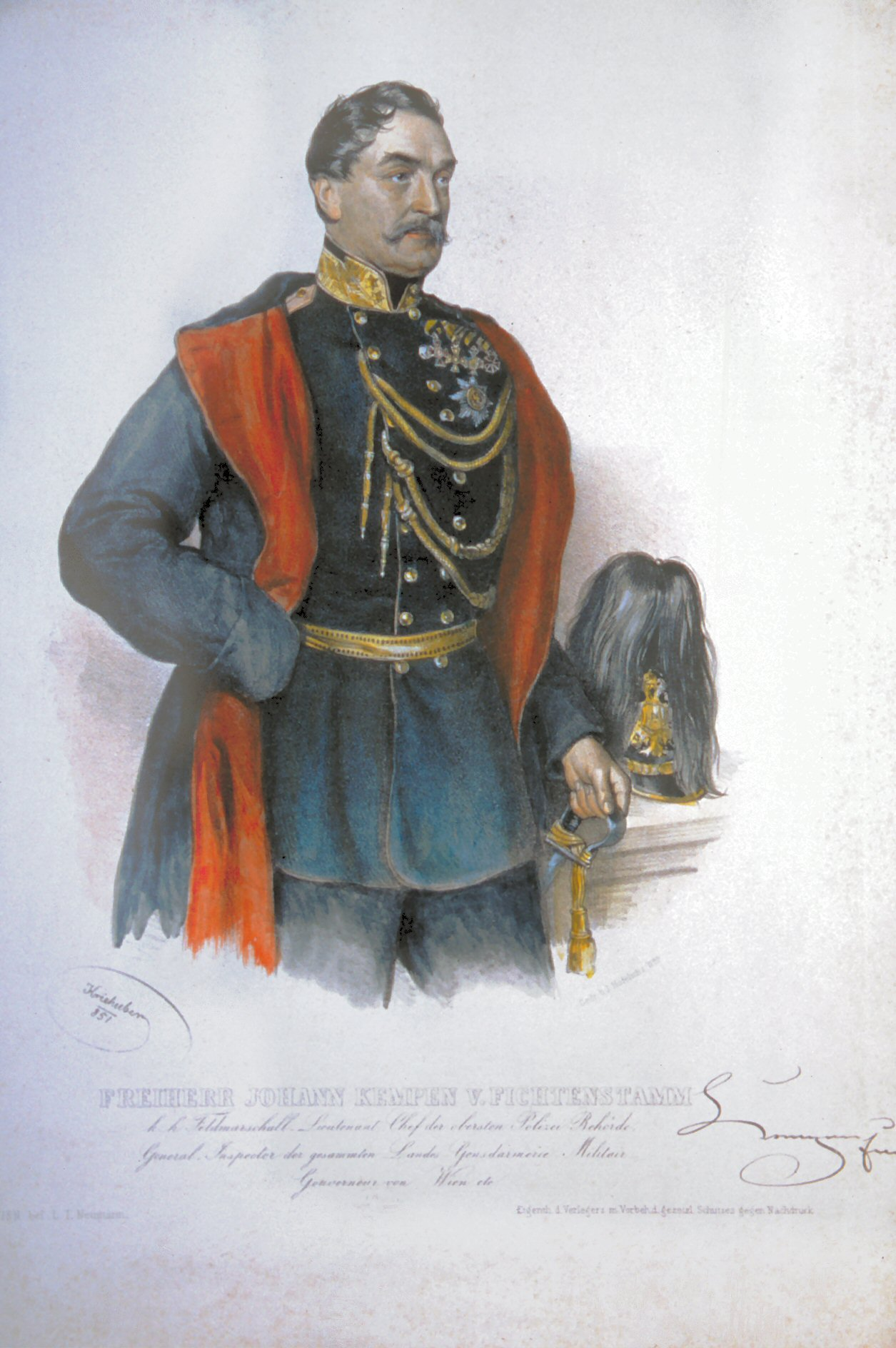
Johann Kempen (1851, litografie, Josef Kriehuber)

Pocházel z rodiny německého původu s vojenskou tradicí. Narodil se jako mladší syn c. k. majora Heinricha Kempena (1748–1827). Studoval na Tereziánské vojenské akademii ve Vídeňském Novém Městě (1803–1809) a v roce 1809 vstoupil do armády jako praporčík u 44. pěšího pluku. Ve válce roku 1809 byl povýšen na poručíka, později se zúčastnil závěrečných operací napoleonských válek ve Francii a Itálii a v roce 1813 byl povýšen na nadporučíka. V roce 1815 byl zařazen do sboru důstojníků generálního štábu a v hodnosti rytmistra sloužil od roku 1818 u 13. pěšího pluku. V letech 1824–1830 byl pobočníkem náčelníka generálního štábu generála Wimpffena a v roce 1830 krátce sloužil u 9. hraničářského pluku v Petrovaradíně. 

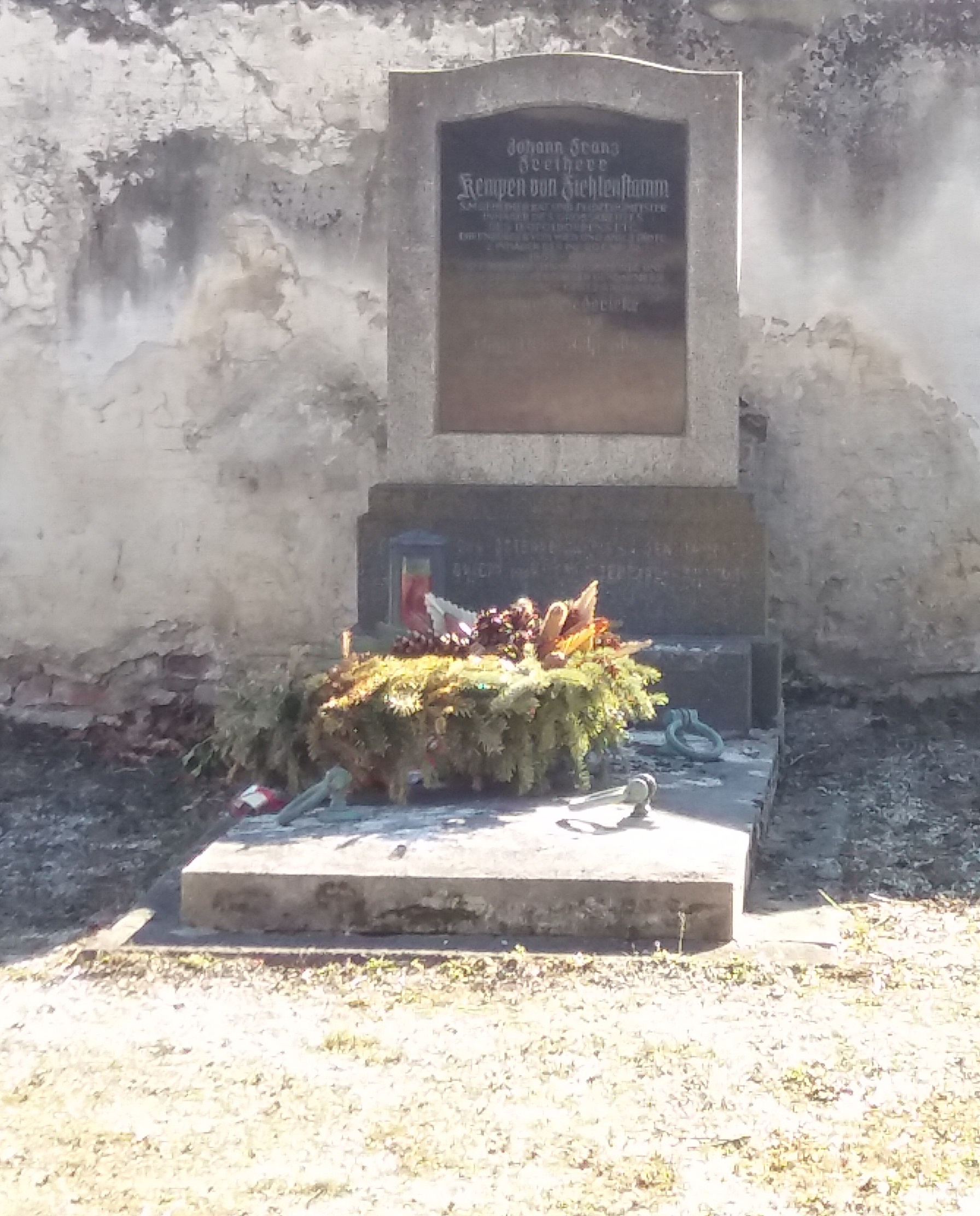
Hrobka Johanna Kempena ve Vídeňském Novém Městě

V roce 1830 byl přeložen do Jihlavy a do Znojma, kde pak strávil celkem třináct let. Jako major se stal velitelem znojemského 2. praporu 8. pěšího pluku a v roce 1834 byl povýšen na podplukovníka s dočasným přidělením k zemskému velitelství pro rakouské země se sídlem ve Vídni. V roce 1836 dosáhl hodnosti plukovníka a v letech 1836–1843 byl velitelem jihlavského 8. pěšího pluku. V Jihlavě se zasloužil o parkovou úpravu městské střelnice, v roce 1838 založil dětskou opatrovnu a jako propagátor nových forem vojenského výcviku zřídil plovárnu, která později přešla do správy města. Ve Znojmě inicioval rovněž zřízení vojenské plovárny na řece Dyji a také obnovu vojenského hřbitova na Horním předměstí (1831/1832). K datu 27. listopadu 1843 získal hodnost generálmajora a stal se velitelem brigády v Itálii, poté v Petrinji, kde strávil pět let. Po vypuknutí revoluce v roce 1848 se s chorvatským bánem Jelačićem zúčastnil tažení na Vídeň a ke dni 5. listopadu 1848 byl povýšen do hodnosti polního podmaršála. Poté se stal velitelem v Prešpurku a zúčastnil se bojů proti maďarským povstalcům, krátce byl také velitelem v Budíně.
Obrat v jeho kariéře nastal 17. září 1849, kdy byl jmenován generálním inspektorem nově založeného c. k. četnictva. Z výhradně vojenského velitele se tak stal vlivný politik řídící i aparát tajné policie. V letech 1851–1855 zastával souběžně funkci vojenského guvernéra Vídně a v roce 1852 byl jako prezident povolán do čela obnoveného Nejvyššího policejního úřadu (Obersten Polizeibehörde). Mohl tak silně ovlivňovat politické dění v 50. letech, stal se spolu s ministrem vnitra Alexandrem Bachem hlavním strůjcem neoabsolutismu. Četnictvo mělo v té době 5000 mužů a výrazně přispělo ke snížení kriminality na venkově, především se ale stalo nástrojem pronásledování politických odpůrců. Kempen měl mimo jiné hlavní podíl na internaci K. H. Borovského v Brixenu a na získání Karla Sabiny pro tajnou policii. Jako policejní prezident zasedal Kempen v letech 1857–1859 i ve vládě. Po rakouské porážce ve válce se Sardinií došlo v roce 1859 k pádu Bachova absolutismu, Kempen byl v srpnu 1859 odvolán z funkcí a odeslán do penze. Mimo aktivní službu byl k datu 4. září 1859 povýšen do hodnosti titulárního polního zbrojmistra.
Zemřel ve věku sedmdesáti let 29. listopadu 1863 ve Schwarzau v Dolním Rakousku a byl pohřben na hřbitově Tereziánské vojenské akademie ve Vídeňském Novém Městě.

## Tituly a ocenění
Po nobilitaci svého otce v roce 1815 užíval prostý šlechtický titul s predikátem Edler von Fichtenstamm. V roce 1854 byl povýšen do stavu svobodných pánů a téhož roku obdržel titul c. k. tajného rady s nárokem na oslovení Excelence. Během služby v armádě se stal nositelem několika vyznamenání v Rakousku i v zahraničí. Získal také čestné občanství v několika městech (Vídeň, Jihlava, Znojmo, Prešpurk, Eger, Debrecín). V letech 1859–1881 po něm bylo pojmenováno Kempenovo náměstí (dnešní náměstí Svobody) v Jihlavě. 

### Rakousko
- velkokříž Leopoldova řádu (1859)
- Řád železné koruny I. třídy (1852)
- Vojenský záslužný kříž (1850)

### Zahraničí
- rytíř Řádu bílé orlice (Rusko)
- Řád sv. Anny II. třídy (Rusko)
- Řád sv. Vladimíra IV. třídy (Rusko)
- Řád červené orlice I. třídy (Prusko)

## Rodina
Byl dvakrát ženatý. Poprvé se oženil v roce 1818 s Klarisou Schwabovou (1790–1832), dcerou podnikatele a továrníka Ignaze Schwaba. Po ovdovění se jeho druhou manželkou v roce 1836 stala Sofie Friderika Pacherová von Theinburg (1814–1905), dcera textilního průmyslníka Johanna Martina Pachera. Z obou manželství se narodily celkem čtyři dcery.
Johannův starší bratr Josef Kempen (1784–1850) sloužil také v armádě a jako velitel dělostřelectva v Itálii dosáhl v roce 1848 hodnosti generálmajora. 